# Beta Ursae Majoris
Beta Ursae Majoris (β UMa / β Ursae Majoris) este o stea din constelația Ursa Mare. Steaua este cunoscută și sub numele tradițional, Merak.

## Observarea stelei
Acesta este o stea situată pe emisfera cerească boreală. Poziția sa foarte nordică o face foarte vizibilă din emisfera boreală, unde se prezintă circumpolară, în mari regiuni din zonele temperate. În emisfera sudică vizibilitatea stelei este destul de limitată, la regiunile inferioare zonei tropicale. Magnitudinea sa egală cu 2,34 face ca să poată fi văzută chiar pe un cer afectat de poluări luminoase medii.
Cel mai bun moment pentru observarea stelei pe cerul de seară este din februarie până în iunie; în emisfera nordică estefoarte vizibilă pe o perioadă mult mai lungă, datorită declinației boreale a stelei. În emisfera sudică poate fi observată doar în lunile toamnei australe.

## Caracteristici
Este mai familiară observatorilor din emisfera nordică, fiind una din cele două stele care ajută la „aflarea” poziției Stelei Polare: „se prelungește de cinci ori segmentul de dreaptă imaginar dintre stelele Merak și Dubhe și se „găsește” poziția  Stelei Polare (Alpha Ursae Minoris).”
Beta Ursae Majoris este una dintre cele șapte stele care formează asterismul Carul Mare.
Pentru stelele care sunt de același tip cu Merak, aceasta este o stea tipică în Diagrama Hertzsprung-Russell, deși este ceva mai caldă, mai mare și mult mai strălucitoare decât Soarele. Se diferențiază prin faptul că este înconjurată de un disc de praf mai aproape decât cel descoperit în jurul stelei  Fomalhaut și îndeosebi cel din apropierea stelei Vega. Nicio planetă nu a fost descoperită gravitând pe orbită în jurul stelei Merak, însă prezența prafului indică faptul că ar putea exista una, sau cel puțin, că ar putea fi o planetă în formare.

## Denumirea tradițională a stelei
Numele său tradițional, Merak derivă din arabă maraqq, „șira spinării” (ursului).
În Grecia antică era cunoscută ca Helike, unul din numele dat întregii constelați Ursa Mare. În China antică era cunoscută ca Tien Seuen, Sfera armilară, în timp ce pentru hinduși era Pulaha, unul din cei șapte Ṛṣi.

## Legături  externe
- Jim Kaler MERAK stars.astro.illinois.edu
- NAME MERAK -- Variable Star SIMBAD